# Grundsatz I
Der Grundsatz I (auch: Eigenmittel-Solvabilitätsgrundsatz) war im Bankwesen eine bis 2006 gültige Verwaltungsvorschrift des ehemaligen Bundesaufsichtsamts für das Kreditwesen, die Kreditinstitute verpflichtete, ihr Geschäftsvolumen auf das 12,5-fache ihrer Eigenmittel zu begrenzen. Der Grundsatz I wurde zum 1. Januar 2007 durch die Solvabilitätsverordnung und diese zum 1. Januar 2014 durch die Kapitaladäquanzverordnung abgelöst.

## Allgemeines
Das Kreditwesengesetz (KWG) trat im Januar 1962 in Kraft und enthält – auch heute noch – allgemein formulierte Generalklauseln über das Eigenkapital (§ 10 KWG) und die Liquidität (§ 11 KWG) der Kreditinstitute. Die Grundsätze I, Ia, II und III entstanden im April 1962 als operationale Konkretisierung dieser KWG-Vorschriften.
Grundsatz I präzisierte § 10 und § 10a Kreditwesengesetz (KWG), indem er eine Risikobegrenzungsnorm definierte. Grundsatz I legte umfassend dar, nach welchen Kriterien im Regelfall die Angemessenheit der Eigenmittelausstattung beurteilt wird. Laut Grundsatz I mussten die Eigenmittel größer als die Summe aller Risiko-Anrechnungsbeträge (der Gesamtrisikoposition) sein.
In § 1 Abs. 12 KWG werden Handelsbuchrisikopositionen erfasst als Finanzinstrumente und darauf bezogene Sicherungsgeschäfte. Es handelte sich dabei um Adressenausfallrisiken und zins- und aktienkursbezogene Risiken.

## Entstehung und Gültigkeitsdauer
In § 10 KWG und im Grundsatz I wurden die in der Bankenrechtsrichtlinie (2000/12/EG) und der Kapitaladäquanzrichtlinie (93/6/EWG) vorgegebenen europäischen Mindesteigenkapitalstandards in nationales Recht umgesetzt. Dabei fanden auch die Regelungen der Basler Eigenkapitalempfehlung von 1988 (Basel I) weitgehend Eingang.
Grundsatz I galt noch bis Ende 2006 bei Instituten, die den einfachen Standardansatz (Basel II) 2007 einführen wollten. Institute, die 2008 den aufwendigeren IRB-Ansatz (Basel II) anwenden wollten, konnten Grundsatz I noch bis Ende 2007 nutzen.

## Risikobegrenzung
Nach den Vorschriften des Grundsatz I mussten die Kreditinstitute ihre Risiken quantifizieren und mit Eigenmitteln unterlegen. Ziel war die Begrenzung von Kredit- und Marktrisiken, bei denen folgende Unterrisiken betrachtet wurden:
- Kreditrisiko: 
  - Adressenausfallrisiken, Sachwertausfallrisiken bei allen Positionen des Anlagebuches (Bilanzaktiva, traditionelle und innovative außerbilanzielle Geschäfte),
  - Liefer- und Abwicklungsrisiken nur bei Positionen des Handelsbuches;
- Marktrisiko: 
  - Zinsänderungsrisiko und Aktienkursrisiko nur bei Positionen des Handelsbuches,
  - Fremdwährungsrisiko und Rohwarenrisiko bei allen Positionen, d. h. Positionen des Anlage- und des Handelsbuches.

## Eigenmittelanforderung
Die Eigenmittelanforderung wurde wie folgt berechnet:
{\displaystyle Eigenmittelanforderung=gewichteteRisikoaktiva\cdot 0,08+AnrechnungsbetragMarktrisikoposition}.
Gewichtete Risikoaktiva waren zu mindestens 8 % mit haftendem Eigenkapital zu unterlegen. Der Anrechnungsbetrag für Marktrisikopositionen war mit mindestens 2/7 Kernkapital und höchstens 5/7 Drittrangmittel zu unterlegen.
Maßnahmen bei unzureichendem Kernkapital:
- Kernkapital erhöhen (Kapitalerhöhung),
- Risikoaktiva-Anrechnungsbetrag senken oder
- Anrechnungsbetrag für Marktrisikopositionen senken.

## Risikogewichte
Es wurden zwei Präferenzzonen unterschieden. Die Staaten, die der OECD angehören, bildeten bei der Bestimmung der Risikogewichte die Präferenzzone A, der Rest der Welt die Präferenzzone B. Alle Nichtbanken wurden einheitlich mit 100 % unterlegt. 
Es erfolgte eine Ermittlung der Ausfallwahrscheinlichkeit anhand einer pauschalen Einteilung in drei Schuldnergruppen:
- Öffentliche Stellen,
- Finanzdienstleistungs- bzw. Kreditinstitut (Institute) und
- Sonstige.

Im Fall von öffentlichen Stellen und Banken erhielten Forderungen aus Präferenzzone A ein niedrigeres Risikogewicht (20 %) als Forderungen aus Präferenzzone B. Bei Forderungen an Zentralregierungen der Präferenzzone A lag das Risikogewicht bei 0 %. 
Zentralbanken wurden gegenüber Geschäftsbanken besser gestellt. Die Eigenkapitalunterlegung ergab sich dann als Bemessungsgrundlage * Bonitätsgewicht * 8 %.

## Regulierung der Kreditausfallrisiken
Grundsatz I schrieb die Eigenmittelunterlegung von Ausfallsrisiken aus Bilanzaktiva und außerbilanziellen Geschäften, die nicht im Handelsbuch erschienen, vor. Die Regelungen entsprachen dem des Standardansatzes. Die Höhe des Ausfallsrisikos wurde nur sehr pauschal erfasst.
Das Ausfallvolumen (abgekürzt EaD von englisch Exposure at Default) wurde wie folgt bestimmt: 
- Bei Bilanzaktiva war das Ausfallvolumen der Buchwert zuzüglich der als haftendes Eigenkapital anerkannten Vorsorgereserven nach Wertberichtigung (Einzel- und Pauschalwertberichtigung).
- Bei traditionell außerbilanziellen Geschäften ergab sich das Ausfallvolumen aus dem Produkt aus dem Betrag und dem CCF (Credit Conversion Factor, Risikoklassenfaktor). Risikoklassenfaktoren betrugen entweder 100 %, 50 % oder 20 %. Kreditzusagen waren anrechenbar.
- Bei innovativen außerbilanziellen Geschäften wurde entweder die Laufzeitmethode oder die Marktbewertungsmethode angewandt: 
  - Die Laufzeitmethode durfte nur bei Nichthandelsbuchinstituten verwendet werden. Die Berechnung erfolgte mit dem Produkt aus Kontraktvolumen und dem laufzeitbezogenen Anrechnungssatz.
  - Bei der Marktbewertungsmethode ergab sich das Ausfallvolumen aus „Current Exposure“ und dem „Potential Exposure“.

## Regulierung der Marktrisiken
Zu den Marktrisiken zählten Fremdwährungsrisiko, Rohwarenrisiko sowie die Zinsänderungsrisiken und Aktienkursrisiken des Handelsbuchs. Das waren alle Finanzinstrumente einschließlich der Absicherungsgeschäfte und Garantien, die mit zins- und aktienkursbezogenen Risiken behaftet waren. Die Vorschriften der Eigenmittelausstattung galten auch für reine Wertpapierfirmen. Die Handelsbuchrisikopositionen wurden gesondert erfasst, damit für gleichartige Geschäfte dieselben Vorschriften galten. 
Als Anrechnungsbetrag wurde der Betrag bezeichnet, der für Marktpreisrisikopositionen bzw. Risiken aus Optionsgeschäften tatsächlich an Eigenkapital vorgehalten werden musste. 
Grundsatz I unterschied zwischen Staaten, Kreditinstituten (qualifizierte Aktiva) und Unternehmen in Bezug auf die Anrechnungssätze für die Eigenmittelunterlegung besonderer Kursrisiken. Öffentliche Stellen der Präferenzzone A sowie Zinsderivate waren mit 0 % zu unterlegen.
Für die Kreditinstitute der Präferenzzone A sowie börsengehandelte Wertpapiere guter Bonität galten folgende laufzeitabhängigen Vorschriften:
- Laufzeit unterhalb von 6 Monaten: Anrechnungssatz 3,125 % (× 8 % = 0,25 %),
- Laufzeit zwischen 6 Monaten und 2 Jahren: Anrechnungssatz 12,5 % (× 8 % = 1 %),
- Laufzeit über 2 Jahre: Anrechnungssatz: 20 % (× 8 % = 1,6 %),
- Sonstige: 8 %.

## Anrechnung der Kreditbesicherung
Die erforderliche Unterlegung mit Eigenmitteln konnte durch Kreditbesicherung gemindert werden. Dazu gehörten Kredite, die mit einem Grundpfandrecht gesichert sind. Forderungen konnten beispielsweise mit Bürgschaften oder auch durch Verpfändung von Wertpapieren gesichert sein. Dies führte zu niedrigeren Anrechnungssätzen. Insgesamt war die Kreditbesicherung im Grundsatz I gegenüber der heutigen Regelung eingeschränkt.